# Joseph Barco
Pour les articles homonymes, voir Barco (homonymie).
Joseph Barco né le 18 août 1848 et mort le 19 avril 1915 est un photographe autrichien naturalisé français en 1892.
Actif à Nancy de 1874 à 1914, il est le père de la peintre Marguerite Barco.

## Biographie
Né en 1848 à Lemberg, dans le royaume de Galicie et de Lodomérie, Joseph Aloise Ferdinand von Barcó est le fils du baron Josef von Barcó (de) (Vienne 1798 - Baden (Autriche) 1861), lieutenant-maréchal de l'empire d'Autriche issu d'une famille de militaires anoblis d'origine espagnole, nommé commandant de la ville de Lemberg en 1848, et de Gabrielle Urbaszek (Humenné 1829 - Nancy 1893), fille du préfet de Cracovie.
En 1873, alors qu'il est a priori destiné à la carrière militaire des Von Barcó, il rencontre à Vienne Julie Emma de Latouche de Grandmaison (Rouffach 1850 - Nancy 1925), fille du procureur impérial de Colmar, parlant parfaitement allemand, et c'est un coup de foudre réciproque. La jeune fille rompt des fiançailles pour épouser le jeune baron le 28 avril 1874 en l'église Saint-Charles-Borromée de Vienne, en posant comme condition qu'ils vivront en France. Le couple aura quatre filles, et un fils mort en bas âge.
En juin 1874, ne parlant pas un mot de français, mais respectant la volonté de son épouse de vivre en France, et après quelques études de photographie à Vienne, il abandonne sa particule nobiliaire et ouvre un atelier de photographe portraitiste au 11, rue de Toul à Nancy, d'abord en association avec Louis Gänsch, autre photographe autrichien établi à Metz en 1871 en succession du Français Pierre Gonelle, et médaillé à Vienne en 1873. L'activité de photographe est encore peu développée à Nancy. Après des débuts difficiles, Barco devient le photographe en vogue du Tout Nancy bourgeois et mondain. Il est particulièrement recherché pour ses portraits genre Rembrandt et son art de la retouche. À partir du 1er juin 1883, il loue un atelier plus grand et bien situé au centre-ville, proche de la place Thiers nouvellement inaugurée et de la gare, au 8, rue du faubourg Stanislas, où il a aussi son domicile. Sur ses cartons publicitaires « J. Barcó, Photographie artistique » figurent ses récompenses : diplôme d'honneur à Nantes 1886, médaille d'argent à Toulouse 1887, médaille d'argent à l'Exposition universelle de 1889. Il participe régulièrement au journal Le Petit Nancéien artistique, littéraire et théâtral (1880-1891), plus exactement à sa version illustrée, plus chère, avec des photographies collées en première page d'acteurs, actrices et autres personnalités célèbres. Il a photographié notamment le pianiste Raoul Pugno, le sculpteur Alfred Finot et le peintre Charles Cournault. En 1884, il est membre de la Société lorraine des amis des arts,, où il expose en 1878 et 1901. Il devient en 1889 le seul photographe professionnel nancéien membre de la Société française de photographie.
En 1912, ses archives comportent 420 000 clichés.
La plupart des employés qu'il a recrutés sont comme lui d'origine autrichienne. Lui-même obtient la nationalité française en 1892, et sa femme devenue allemande en 1871 est réintégrée dans sa nationalité de naissance. Néanmoins, au début de la Première Guerre mondiale, il préfère s'exiler avec une partie de sa famille à Nice, où il meurt en 1915. Il est inhumé à Saint-Roman-de-Bellet.
De 1922 à 1945, deux de ses filles, Blanche (Nancy 1877 - Annecy 1947), épouse de Léon Louis Jodot, et Joséphine (Nancy 1879 - Salouël 1982), veuve de guerre de René Gabriel Peteau, reprennent l'atelier de photographie Barco, désormais installé au 10, rue de Serre.